# Nicola Dixen
Nicola Dixen (født 1958) er en forfatter. Hun er opvokset i Hong Kong og Aabenraa. Hun er læreruddannet i Holland og har gået på Gøglerskolen i Århus. Hun har også virket som sproglære, gademusikant og oversætter.
Hendes debut i bogform var år 1998 med romanen Linvarna. Dixen udgav i 2002 romanen Vinger for en dag. Begge romaner for Gads forlag.